# Farynala malhotri
Farynala malhotri är en insektsart som beskrevs av Sharma 1977. Farynala malhotri ingår i släktet Farynala och familjen dvärgstritar. Inga underarter finns listade i Catalogue of Life.